# Федеральное управление финансового надзора Германии
Федеральное управление финансового надзора Германии (нем. Bundesanstalt für Finanzdienstleistungsaufsicht (BaFin), англ. The Federal Financial Supervisory Authority) — центральный орган надзора за финансовыми услугами Германии.
BaFin является частью Федерального Правительства ФРГ. Правовой статус и функции BaFin определены в «Законе о Федеральном управлении финансового надзора», «Законе ФРГ о банковской деятельности» и другими специальными законами. При выполнении функций в области надзора за банками и инвестиционными компаниями (ATrade, Alpari, DE30, Just2trade и т. п.) BaFin тесно сотрудничает с Немецким федеральным банком.
Председатель Федерального управления финансового надзора Германии — Йохен Санио (Jochen Sanio) является также Президентом ФАТФ.

## Организационная структура
Состоит из 12 независимых подразделений, одно из которых занимается представлением интересов Германии в Европейском Союзе и других международных организациях.
Финансируется контролируемыми институтами и организациями, таким образом независимо от федерального бюджета.
На март 2011 года в Управлении работало более 1900 сотрудников, которые осуществляли контроль за 1900 банками, 717 финансово-консультационными институтами, 600 страховыми компаниями, 30 пенсионными фондами, а также 6000 отечественными фондами и за 73 инвестиционными компаниями.

## Интересные факты
«Глава Deutsche Bank Аккерманн первым понял, что покупка американских кредитов некрупным дюссельдорфским банком IKB Deutsche Industriebank может привести к катастрофе всю немецкую банковскую систему. 27 июля 2007 года, когда никто из немецких менеджеров еще не подозревал о масштабах проблем, швейцарец Аккерманн счел „своим патриотическим долгом“ сообщить в немецкую службу по финансовому надзору BaFin…».